# Врбаїт
Врбаїт — мінерал, арсенисто-стибійова сульфосіль талію.

## Загальний опис
Хімічна формула: TlAs2SbS5.
Сингонія ромбічна.
Густина — 5,3.
Твердість 3,75.
Колір темно-сірий.
Блиск напівметалічний до металічного.
Крихкий.
Асоціює з реальгаром і аурипігментом.